# Cecilio Apóstol
Cecilio Apóstol (Manila, 22 de noviembre de 1877- 8 de septiembre de 1938) fue un periodista y poeta español y filipino de lengua española, nacido de humilde cuna. A pesar de esto realizó el bachiller en el Ateneo Municipal de Manila y estudió Derecho en la Universidad de Santo Tomás.

## Carrera
Trabajó también como periodista para el periódico revolucionario La Independencia y otros como La Fraternidad, La Unión, El Renacimiento y La Democracia durante los primeros años de la ocupación norteamericana. Fue miembro de la Academia Filipina.

## Obra
Debido a la modestia innata en él, no quiso publicar una colección de sus poesías, que eran abundantes, y fue suerte de la posteridad, el que Jaime C. de Veyra coleccionase sus versos y los publicase en el poemario titulado Pentélicas. 
Pentélicas, pinta paisajes con imágenes vivas. Al leer sus poesías, el lector tiene la impresión de ver una serie de fotos o una película documental.